# Teodor I de Rússia
Teodor I de Rússia (o Teodor I Ivànovitx, en rus: Фёдор I Иванович) (Moscou, 31 de maig de 1557 - Moscou, 16/17 de gener de 1598) fou l'últim Tsar de Rússia de la dinastia ruríkida. Fill d'Ivan el Terrible, fou coronat el 31 de maig de 1584.
Malaltís i sembla que discapacitat psíquic, Teodor va haver de deixar que governés de fet el seu cunyat Boris Godunov, que després el va succeir com a tsar, ja que ell no va tenir descendència. Amb Teodor I va acabar la dinastia ruríkida i Rússia va caure en el caòtic període que es coneix com el Temps de les Dificultats, fins a l'entronització de la nova Dinastia Romànov.